# Centenario de la Revolución Mexicana
Se le conoce con el nombre de Centenario de la Revolución Mexicana al grupo de festividades que se realizaron en México para celebrar los 100 años del inicio de la lucha de la Revolución mexicana. Y que se realizaron de forma paralela con los festejos del Bicentenario de la Independencia de México; en el año 2010.

## Revolución mexicana

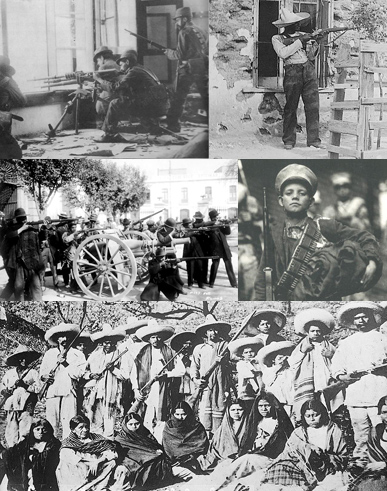
Revolución mexicana.

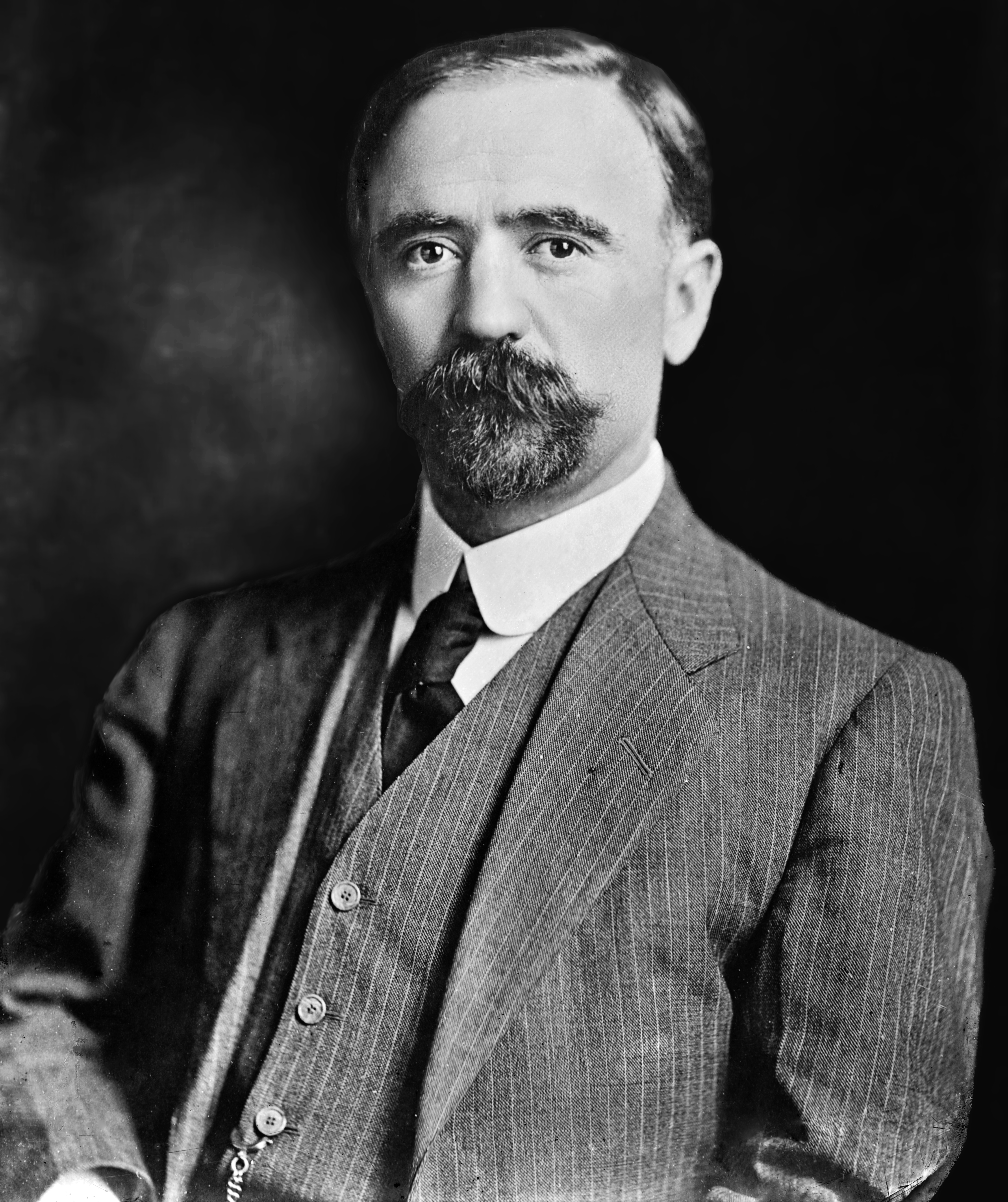
Francisco I. Madero.

La Revolución mexicana fue un conflicto armado que tuvo lugar en México, dando inicio el 20 de noviembre de 1910. Históricamente, suele ser referido como el acontecimiento político y social más importante del siglo XX en México.
Los antecedentes del conflicto se remontan a la situación de México bajo el Porfiriato. Desde 1876 el general oaxaqueño Porfirio Díaz encabezó el ejercicio del poder en el país de manera dictatorial. La situación se prolongó por 34 años, durante los cuales México experimentó un notable crecimiento económico y estabilidad política. Estos logros se realizaron con altos costos económicos y sociales, que pagaron los estratos menos favorecidos de la sociedad y la oposición política al régimen de Díaz. Durante la primera década del siglo XX estallaron varias crisis en diversas esferas de la vida nacional, que reflejaban el creciente descontento de algunos sectores con el Porfiriato.
Cuando Díaz aseguró en una entrevista que se retiraría al finalizar su mandato sin buscar la reelección, la situación política comenzó a agitarse. La oposición al gobierno cobró relevancia ante la postura manifestada por Díaz. En ese contexto, Francisco I. Madero realizó diversas giras en el país con miras a formar un partido político que eligiera a sus candidatos en una asamblea nacional y compitiera en las elecciones. Díaz lanzó una nueva candidatura a la presidencia y Madero fue arrestado en San Luis Potosí por sedición. Durante su estancia en la cárcel se llevaron a cabo las elecciones que dieron el triunfo a Díaz.
Madero logró escapar de la prisión estatal y huyó a los Estados Unidos. Desde San Antonio proclamó el Plan de San Luis, que llamaba a tomar las armas contra el gobierno de Díaz el 20 de noviembre de 1910. El conflicto armado tuvo lugar en primera instancia al norte del país y posteriormente se expandió a otras partes del territorio nacional. Una vez que los sublevados ocuparon Ciudad Juárez (Chihuahua), Porfirio Díaz presentó su renuncia y se exilió en Francia.
En 1911 se realizaron nuevas elecciones donde resultó elegido Madero. Desde el comienzo de su mandato tuvo diferencias con otros líderes revolucionarios, que provocaron el levantamiento de Emiliano Zapata y Pascual Orozco contra el gobierno maderista. En 1913 un movimiento contrarrevolucionario, encabezado por Félix Díaz, Bernardo Reyes y Victoriano Huerta, dio un golpe de Estado. El levantamiento militar, conocido como Decena Trágica, terminó con el asesinato de Madero, su hermano Gustavo y el vicepresidente Pino Suárez. Huerta asumió la presidencia, lo que ocasionó la reacción de varios jefes revolucionarios como Venustiano Carranza y Francisco Villa. Tras poco más de un año de lucha, y después de la ocupación estadounidense de Veracruz, Huerta renunció a la presidencia y huyó del país.
A partir de ese suceso se profundizaron las diferencias entre las facciones que habían luchado contra Huerta, lo que desencadenó nuevos conflictos. Carranza, jefe de la Revolución de acuerdo con el Plan de Guadalupe, convocó a todas las fuerzas a la Convención de Aguascalientes para nombrar un líder único. En esa reunión Eulalio Gutiérrez fue designado presidente del país, pero las hostilidades reiniciaron cuando Carranza desconoció el acuerdo. Después de derrotar a la Convención, los constitucionalistas pudieron iniciar trabajos para la redacción de una nueva constitución y llevar a Carranza a la presidencia en 1917. La lucha entre facciones estaba lejos de concluir. En el reacomodo de las fuerzas fueron asesinados los principales jefes revolucionarios: Zapata en 1919, Carranza en 1920, Villa en 1923, y Obregón en 1928.
Actualmente no existe un consenso sobre cuándo terminó el proceso revolucionario. Algunas fuentes lo sitúan en el año de 1917, con la proclamación de la Constitución mexicana, algunas otras en 1920 con la presidencia de Adolfo de la Huerta o 1924 con la de Plutarco Elías Calles. Incluso hay algunas que aseguran que el proceso se extendió hasta los años 1940.

## Antecedentes del Centenario

### Bicentenario de la Independencia mexicana
Se le conoce con el nombre de Bicentenario de la Independencia mexicana al grupo de festividades que se realizaron en México, para celebrar los 200 años del inicio de la lucha armada por la Independencia de México en el año 2010. También se le conoce como Bicentenario de México. El 15 y 16 de septiembre de 2010, fueron los días oficiales de los festejos, aunque se llevaron a cabo distintos eventos previos a estas fechas.

## Preparativos de los Festejos

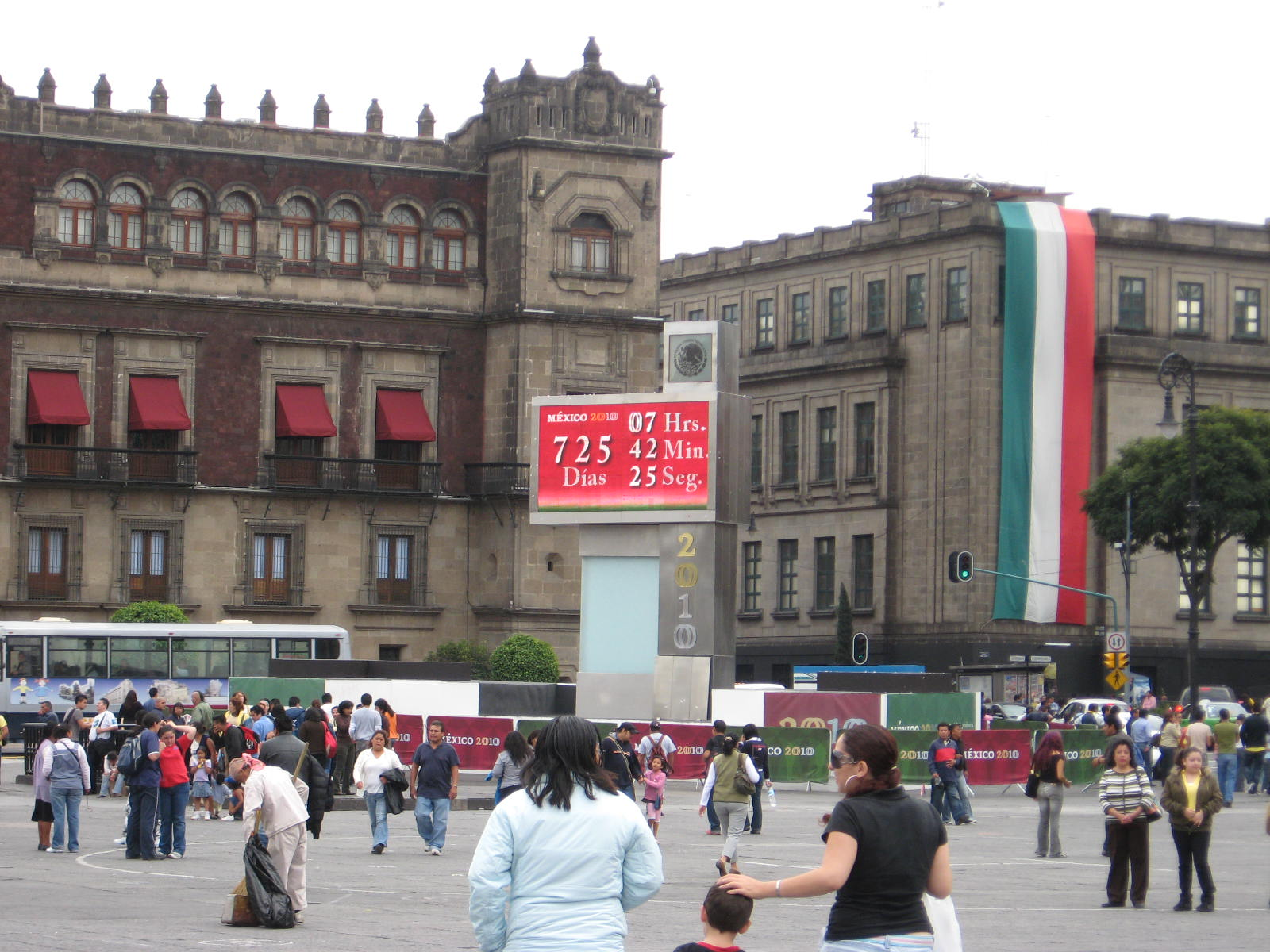
Reloj con cuenta regresiva para los festejos del Bicentenario de la Independencia y Centenario de la Revolución Mexicana en 2010.

### Comisión Organizadora de la Conmemoración
La Comisión Organizadora de la Conmemoración del Bicentenario del inicio del movimiento de Independencia Nacional y del Centenario del inicio de la Revolución Mexicana fue un órgano creado por el entonces presidente Vicente Fox para conmemorar el Bicentenario de la Independencia de México y el Centenario de la Revolución mexicana. Esta comenzó a funcionar el 16 de junio de 2006 y dejó de funcionar el 31 de enero de 2010.
Tuvo como objetivo coordinar los festejos de ambas conmemoraciones durante 2010, para ello se integró la comisión del Presidente de México que fue representado, así como los designados por la Suprema Corte de Justicia de la Nación, la Cámara de Diputados de México y el Senado de México, además del Jefe de Gobierno del Distrito Federal. El Senado de México y la Cámara de Diputados de México tuvieron sus propias comisiones especiales para los festejos y en todos los estados se formaron comisiones para festejar ambas conmemoraciones.
El 10 de febrero de 2010, se presentó la agenda de festejos del Bicentenario de la Independencia y el Centenario de la Revolución.

### Reloj con la cuenta regresiva
El 16 de septiembre de 2008, en el zócalo de la Ciudad de México, el presidente Felipe Calderón inauguró el reloj con cuenta regresiva para los festejos del Bicentenario de la Independencia y Centenario de la Revolución Mexicana en 2010. Relojes de cuenta regresiva similares se colocaron en cada capital de los 31 estados. El 16 de septiembre de 2010 se terminó el reloj del bicentenario y el 20 de noviembre de 2010 el del centenario.

### Logo
El logo utilizado para este motivo es: el del nombre del país (México); en letras blancas, sobre el año del festejo (2010); los números 20 en letras doradas y los números 10 en letras plateadas. Sobre un fondo rojo o verde. El eslogan utilizado es:  200 años orgullosamente mexicanos.

## Festejos oficiales

### 20 de noviembre
El 20 de noviembre del 2010 se conmemoró el centésimo aniversario del inicio de la lucha armada de la revolución con un desfile cívico- militar en el que participaron carros alegóricos y otros elementos, y además hubo pantallas humanas que ilustraban distintos motivos revolucionarios.

## Espectáculos

### Yo, México

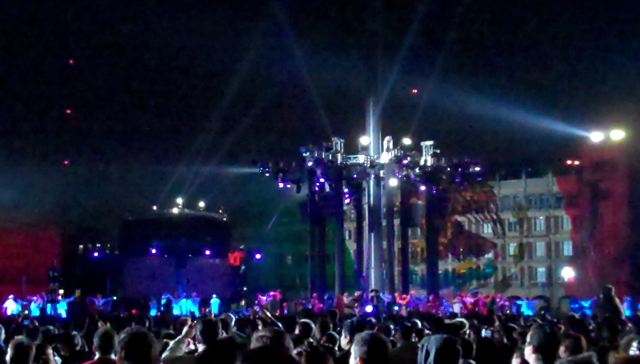
Espectáculo Yo, México.

Durante quince días, del 11 al 24 de noviembre se presentó en el Zócalo de la Ciudad de México el espectáculo multimedia Yo México, una conjunción artística de proyecciones video mapeadas (video-mapping), música, danza y efectos especiales.
El evento consiste en una travesía por la historia de México, apoyada en una narrativa literaria, apoyada con la proyección magna en cuatro de las fachadas de los seis edificios que componen el cuadrángulo del Zócalo. Mediante la técnica de la proyección video mapeada (video-mapping), se presentan animaciones y texturas acordes a lo que se narra, complementado con actuaciones de una centena de bailarines en tres escenarios repartidos en la plaza. Los escenarios están coronados por pantallas de proyección, las cuales presentan segmentos de video.
Los edificios, mediante el denominado video-mapping, presentan alegorías a pasajes históricos de México. Ya sea un enorme Quetzalcóatl que se pasea por las fachadas de los edificios, océanos por donde las embarcaciones de las tropas españolas, entramados barrocos, el cuerpo de la diosa mexica Coatlicue, o un efecto de "bola disco", complementado por la textura del logotipo de las olimpiadas de México 1968.

## Dinero conmemorativo

### Monedas conmemorativas de 5 pesos
El Banco de México y la Casa de Moneda pusieron en circulación monedas conmemorativas de cinco pesos mexicanos por el Bicentenario, con la figura de los principales personajes del movimiento histórico. Estas monedas conmemorativas serán acuñadas hasta el 31 de diciembre de 2012. El Diario Oficial de la Federación publicó el decreto que establece las características de 37 monedas “de conformidad con el artículo 2o., inciso c) de la Ley Monetaria de los Estados Unidos Mexicanos”.
Las monedas tienen un diámetro de 25,5 milímetros, con el canto liso; la composición de la moneda será de una aleación de bronce-aluminio y acero inoxidable y tendrá un peso total de 7,7 gramos. En el anverso común se observará el Escudo Nacional con la leyenda: “Estados Unidos Mexicanos”. En el reverso, retratos ecuestres o escenas reconocidas de los personajes que se consideran para las series de monedas conmemorativas.
Monedas puestas en circulación en el año 2008.
1. Álvaro Obregón
2. José Vasconcelos
3. Francisco Villa (Doroteo Arango)
4. Heriberto Jara
5. Ricardo Flores Magón
6. Francisco J. Múgica
Monedas puestas en circulación en el año 2009.
7. Filomeno Mata
8. Carmen Serdán
9. Andrés Molina Enríquez
10. Luis Cabrera
11. Eulalio Gutiérrez
12. Otilio Montaño
13. Belisario Domínguez
Monedas puestas en circulación en el año 2010.
14. Francisco I. Madero
15. Emiliano Zapata
16. Venustiano Carranza
17. La Soldadera
18. José María Pino Suárez

### Monedas conmemorativas de plata y oro
El 23 de septiembre de 2010 el presidente Felipe Calderón presentó las monedas conmemorativas alusivas al Bicentenario y Centenario. La presentación estuvo a cargo del gobernador del Banco de México, Agustín Carstens. Son 5 monedas, 3 del bicentenario y 2 del centenario.
- Moneda de 10 pesos, con acabado espejo y en peso de 2 onzas. Esta divisa mexicana tiene la leyenda “1910-Revolución Mexicana-2010″ y al centro la imagen de “La Soldadera”.
- Moneda de 10 pesos con acabado espejo y peso de 2 onzas y la imagen de la locomotora y cuatro revolucionarios “anónimos” sentados al centro.

### Billetes
```

```

El Banco de México puso en circulación el 23 de septiembre, 50 millones de billetes de 200 pesos mexicanos conmemorativos. Estos billetes conmemorativos no sustituyeron a los que actualmente están en circulación; sino que coexistieron con estos últimos, y el Banco Central los ha retirado cuando hayan concluido su vida útil. Los billetes son del mismo color que los actuales aunque en diferente tono.
Están impresos en polímero y sus dimensiones son: 134 mm de largo por 66 mm de alto. Como motivo principal tienen la imagen de una locomotora que transporta tropas revolucionarias, la cual representa el movimiento armado que inició en 1910. La locomotora está acompañada por una de las imágenes más emblemáticas, la soldadera o Adelita. En el reverso del billete el elemento principal es un fragmento del mural titulado “Del Porfirismo a la Revolución”, también conocido como “La Revolución contra la dictadura Porfiriana”, del pintor y muralista David Alfaro Siqueiros, en el que se muestra al pueblo en armas que rodea a los líderes de la revolución triunfante.
El viernes 30 de octubre de 2009, el Banco de México informó que la impresión de la frase “Sufragio efectivo no reelección” en el reverso del billete conmemorativo de 100 pesos tiene una errata, pues dice “Sufragio electivo y no reelección”. Se explicó que el error tuvo su origen en el archivo de cómputo, durante el diseño de las imágenes con las cuales se forman láminas de impresión de los billetes. La frase “Efectivo” se encuentra bien escrita en el anverso del billete con letras de color azul y rojo, con una altura menor de 0.5 milímetros, en un solo renglón, en una posición visible del billete. En cambio, al reverso, donde se encuentra la errata, las letras son de color amarillo, con una altura de 0.6 milímetros, la palabra se repite varias veces, porque la frase se reproduce parcialmente en seis renglones con una pronunciada curvatura.
Pese al detalle, la autoridad monetaria anunció que el valor monetario, histórico y simbólico de los billetes conmemorativos de 100 pesos no se verán afectados por dicha situación.

## Ruta 2010
La Ruta 2010 formó parte del programa de festejos que el INAH llevó a cabo para celebrar el Bicentenario de la Independencia y el Centenario de la Revolución Mexicana, en 2010. La Secretaría de Comunicaciones y Transportes destinó una parte significativa de sus recursos a fin de señalizar todas las rutas. Este proceso se realizó en varias etapas a fin de que en 2010 dichas rutas contaran con las señalizaciones pertinentes. La Secretaría de Turismo, por su parte, proporcionó la información turística correspondiente, a la que se tuvo acceso en diversos puntos estratégicos de las carreteras.

### Ruta de la Democracia
Esta ruta define el camino triunfal seguido por Francisco Ignacio Madero, en 1911, desde Ciudad Juárez a la Ciudad de México.

### Ruta Zapatista
Describe el escenario de las operaciones del Ejército Libertador del Sur, localizado en los estados de Morelos, Puebla y México, así como el Distrito Federal.

### Ruta de la Revolución Constitucionalista
Esta ruta abarca los sitios donde se realizaron las acciones político-militares de cuatro personajes a lo largo del norte del territorio del país.